# GE Dash 8-40BW
La Dash 8-40BW est une petite série de 84 locomotives diesel produite par le constructeur GE Transportation, filiale de l'industriel américain General Electric. Il s'agit d'une version munie d'une cabine large de la Dash 8-40B commandée uniquement par l'Atchison, Topeka and Santa Fe Railway.

## Histoire

### Genèse

#### Transport rapide sur la ligne transcontinentale
En 1989, le chemin de fer Santa Fe, pour faire face à l'âpre compétition dans le transport des marchandises entre le Midwest et la Californie met en place des trains de marchandises très rapides capables de faire en trois jours, ou moins, le trajet vers Chicago qui nécessitait normalement quatre ou cinq jours. Ces trains seraient des trains intermodaux transportant surtout des remorques routières et aussi des conteneurs. Un contrat, qui court encore, fut passé entre le Santa Fe et le transporteur routier J. B. Hunt et généra rapidement des revenus considérables aux deux parties.

#### La «Super Fleet»
La livrée « Warbonnet » rouge et argenté de 1971 a été rappliquée à une partie des locomotives, alors surnommées « Super Fleet »[Quand ?].
Pour assurer la traction de ces trains rapides roulant à plus de 70 miles par heure sur une grande partie de leur parcours, le Santa Fe met à disposition ses huit EMD FP45, construites pour les trains de voyageurs, qui font partie du matériel assigné au Super C, un train de marchandises rapide qui circule entre 1968 et 1976, étant en quelque sorte l'ancêtre des trains « Super Fleet ».
Le Santa Fe pouvait également compter sur son matériel ordinaire qui pouvait rouler à 110 km/h.

### Mise au point
Le Santa Fe s'adresse à Electro-Motive Diesel et à GE transportation pour la commande d'une locomotive à quatre essieux de grande puissance.
Malgré la tendance qui favorisait de plus en plus les locomotives à six essieux au profit de locomotives à quatre essieux de puissance identique, le Santa Fe choisit une disposition B'B', étant destinées à des trains relativement légers pour lesquels la vitesse était plus importante que l'adhérence et sa ligne transcontinentale, capable de supporter un poids à l'essieu élevé, comportait de nombreuses sections de plaine ou de pente douce. 
EMD et GE dérivent de leurs modèles à quatre essieux deux modèles nouveaux que seul le chemin de fer de Santa Fe commande : les EMD GP60M et GP60B, dérivées de la GP60 (la première possédant une cabine large et plus solide tandis que la seconde est dépourvue de cabine) et les Dash 8-40BW, dérivées de la Dash 8-40B mais munie d'une cabine large (une version sans cabine fut souhaitée mais non commandée pour des raisons financières).
En tout, le Santa Fe possédait les 83 Dash 8-40BW numérotées 500-582 et les 62 EMD GP60M numérotées 100-162 et 23 GP60B numérotées 325-347.
Une première tranche de 60 Dash 8-40BW fut livrée entre octobre et novembre 1990, elles furent livrées cinq mois après les premières GP60M du rival EMD. Pour hâter leur mise en service et épargner à GE le processus mise en peinture de 12 de ces locomotives, elles furent envoyées dans les ateliers ATSF de Topeka et repeintes là-bas. Une seconde tranche de 23 autres locomotives suivit en 1992.
Les Dash 8-40BW et les GP60M / GP60B permirent de disposer d'une flotte affectée aux trains rapides. Les FP45, après 20 ans de service, sont radiées entre 1995 et 2000 au profit des locomotives plus neuves, après avoir été à nouveau reléguées à des services à plus basse vitesse.

### En service
Les Dash 8-40BW et les GP60M tractèrent les trains de conteneurs rapides du Santa Fe puis du BNSF tout au long des années 1990. Progressivement évincées par les Dash 9-44CW, plus versatiles, elles ont continué quelque temps leur carrière de prestige en tête de trains de conteneurs ou de remorques courts ainsi que de transports d'automobiles avant d'être reléguées aux dessertes locales.
Une partie des Dash 8-40BW a désormais été radiée et revendue.

## Accidents
Plusieurs Dash 8-40BW ont subi des dommages importants dans des accidents

### ATSF
- la 576 fut détruite dans un accident sur le col de Cajon en décembre 1994
- les 531, 557 et 568 furent impliquées dans un accident grave à Tejon (Nouveau Mexique) le 20 décembre 1995, et la 531 fut mise à la ferraille.

### BNSF
- la 505 fut endommagée dans un accident à Hoxie (Arkansas) en septembre 1997 et fut réparée
- la 581 a eu un accident à Alvord (Texas) en novembre 1997 et a été réparée
- la 519 a eu la cabine écrasée lors d'une collision entre deux trains à Niota (Illinois) le 17 juillet 1998. La 101 (une GP60M) se trouvait dans le même train et a subi des dégâts plus importants (écrasée et brulée)[9]. Par chance, les deux conducteurs ont eu la vie sauve en sautant en marche.